# لویلا (تگزاس)
لویلا (به انگلیسی: Luella) یک منطقهٔ مسکونی در ایالات متحده آمریکا است که در شهرستان گریسون، تگزاس واقع شده‌است. لویلا ۶۳۹ نفر جمعیت دارد.